# 박원양
박원양(朴元陽, 1804년 ~ 1884년 12월 17일(1884년 음력 11월 1일)은 조선 후기의 문신이자 성리학자, 교육자, 정치인이다. 박영교, 개화파의 핵심인물이자 갑신정변의 주동자인 박영효 형제의 아버지이며 박제당의 아들이다.
관직에 나가지 않고 학문을 연마하다가 뒤늦게 음서로 관직에 나가 현감, 도사 등을 지냈으며, 흥덕현감 근무 중에는 암행어사 이돈상(李敦相)의 보고로 승진하기도 했다. 1871년 아들 박영효가 철종의 고명딸 영혜옹주와 결혼하면서 여러번 승진하여 참의, 참판, 도총부 부총관, 공조판서에 올랐다.
갑신정변에 연좌되어 삭탈관직당하고 의금부에서 굶어 죽었다. 뒤에 아들 박영효의 상소로 복권되고 사후 영의정에 추증되었으며 정간(貞簡)의 시호가 내려졌다. 자(字)는 경유(景猷), 본관 반남(潘南)이고 시호는 정간이다. 수원군 출신.

## 생애
박원양은 경기도 수원 출신으로, 노론계 인사인 진안현감 박해수(朴海壽)의 손자이자 박제당(朴齊堂)의 아들이고, 개화파의 핵심인물이었던 박영교, 박영호, 박영효 형제의 아버지이다. 당대의 조선 정계 거물이었던 박규수, 박지원 등은 그의 8대조인 박언의 형제 금양위(錦陽尉) 박미의 후손들로 먼 일족이었다. 학자인 그는 관직에 나가지 않고 성리학을 연마하며 어윤중 등을 문하생으로 길러냈다. 처음 송연(宋涎)의 딸 송씨와 결혼하였으나 사별하고, 뒤이어 이윤행(李允行)의 딸 전의이씨를 아내로 맞이하여 박영교, 박영호, 박영효 형제를 낳았다.
1846년(헌종 12년) 생원시에 합격하였다. 뒤이어 진사시에 합격하고 음서로 관직에 나가 1868년 흥덕 현감(興德縣監)을 지냈다. 그해 11월 전라우도 암행어사(全羅右道暗行御史) 이돈상(李敦相)의 장계로 특별 승진하였다. 1870년 흥덕현감 재직 중 다시 특별 승진했고, 도사(都事) 등을 거쳤으며, 1871년(고종 9년)에 아들 영효가 철종의 사위가 되자 음서(蔭敍)로 승진을 거듭하여 1872년초 통정대부 공조참의, 1873년 참판으로 승진했다. 1874년(고종 11년) 7월 도총부 도총관(都總府副總管)을 지냈으며, 법성포첨사(法聖浦僉使)를 거쳐 1875년 동의금 이후 1882년 행호군으로 나이 79세라는 이유로 가의대부로 승진한 뒤 이후 자헌대부로 승진하고 1883년에 공조판서에 올랐다. 이후 지의금에 임명됐다. 그러나 전일 법성포첨사 재직 중의 비행으로 암행어사로부터 탄핵을 당하기도 했다.
1884년(고종 21년) 대호군(大護軍)에 올랐다가, 그 해 개화파인 김옥균(金玉均)과 박영효, 박영교, 서재필, 윤치호, 홍영식 등이 일으킨 갑신정변(甲申政變)이 실패하자, 연루되어 삭탈관직되었다. 갑신정변의 실패 직후 아내 이씨는 바로 타살되었고, 장남 박영교는 홍영식과 함께 청나라군에 의해 사살당했으며 그는 감옥에 갇혔다가 아사하였다. 당시 향년 80세였다.
김구의 백범일지, 조병옥의 나의 회고록 등에 의하면 그는 감옥에 갇혔다가 며칠간 굶고, 비참하게 아사하였다. 김구의 백범일지와 조병옥의 나의 회고록에는 투옥된 그가 감옥에서 섬거적(볏짚으로 만든 거적)을 뜯어 먹다가 굶어죽었다고 기록하였다. 그의 가족들은 모두 처형당했는데, 일찍 이일영에게 시집간 큰 딸과 김철현에게 시집간 둘째 딸은 출가외인이라 하여 죽음을 모면했고, 관비가 되는 것을 모면했다. 둘째 아들 박영호는 일본 공사관에 피신하여 극적으로 목숨을 건졌고, 장남 박영교의 아들 중 박태서(朴泰緖) 등만이 유모의 손에 의해 구출되어 피신, 극적으로 목숨을 구한다.

### 사후
그의 시신은 방치되다가 그 뒤 제자인 승정원 좌승지 어윤중이 박원양 내외의 시신을 거두어 매장하였다. 그 뒤 다른 집안으로 양자간 형의 처남 김윤식과 어윤중 등이 특별 상소를 올려 시신 매장에 대한 선처를 호소했으며, 1894년 8월 박영효의 건의로 11월 13일 관작이 복구되었다. 뒤이어 증 대광보국숭록대부 의정부 영의정에 추증되었다. 순종 즉위 후 1910년(융희 4) 8월 정간(貞簡)의 시호가 내려졌다.

## 가족 관계
- 증조부 : 박상노(朴相鲁, 1741년 - 1783년)
- 증조모 : ?
- 조부 : 박해수(朴海壽, 1763년 - 1821년)
- 조모 : ?
- 큰아버지 : 박제상(朴齊尙, 1782년 - 1836년)
- 아버지 : 박제당(朴齊堂, 1784년 - 1858년)
- 어머니 : 연안 이씨(延安李氏, 1783년 - 1818년)
- 의붓어머니 : 칠원 윤씨(漆原尹氏, 1795년 - ?)
- 부인(정실) : 진천 송씨(鎭川宋氏, 1803년 - 1822년, 송성휴의 딸)
- 부인(계실) : 전주 이씨(全州李氏, 1802년 - ?, 이달태의 딸)
- 부인(계실) : 전의 이씨(全義李氏, 1817년 - 1884년, 이윤행의 딸)
  - 장녀 : 반남 박씨
  - 사위 : 이일영
  - 장남 : 박영교(朴泳敎, 1849년 - 1884년)
  - 며느리 : 덕수 이씨
  - 차남 : 박영호(朴泳好, 1852년 - 1897년)
  - 차녀 : 반남 박씨
  - 사위 : 김철현
  - 삼남 : 박영효(朴泳孝, 1861년 - 1939년)
  - 며느리 : 영혜옹주(永惠翁主, 1858년 - 1872년)
- 사돈 : 철종

## 같이 보기
- 갑신정변
- 박영효
- 박규수
- 어윤중
- 윤치호
- 김윤식
- 박정양